# I'D (пристрій)

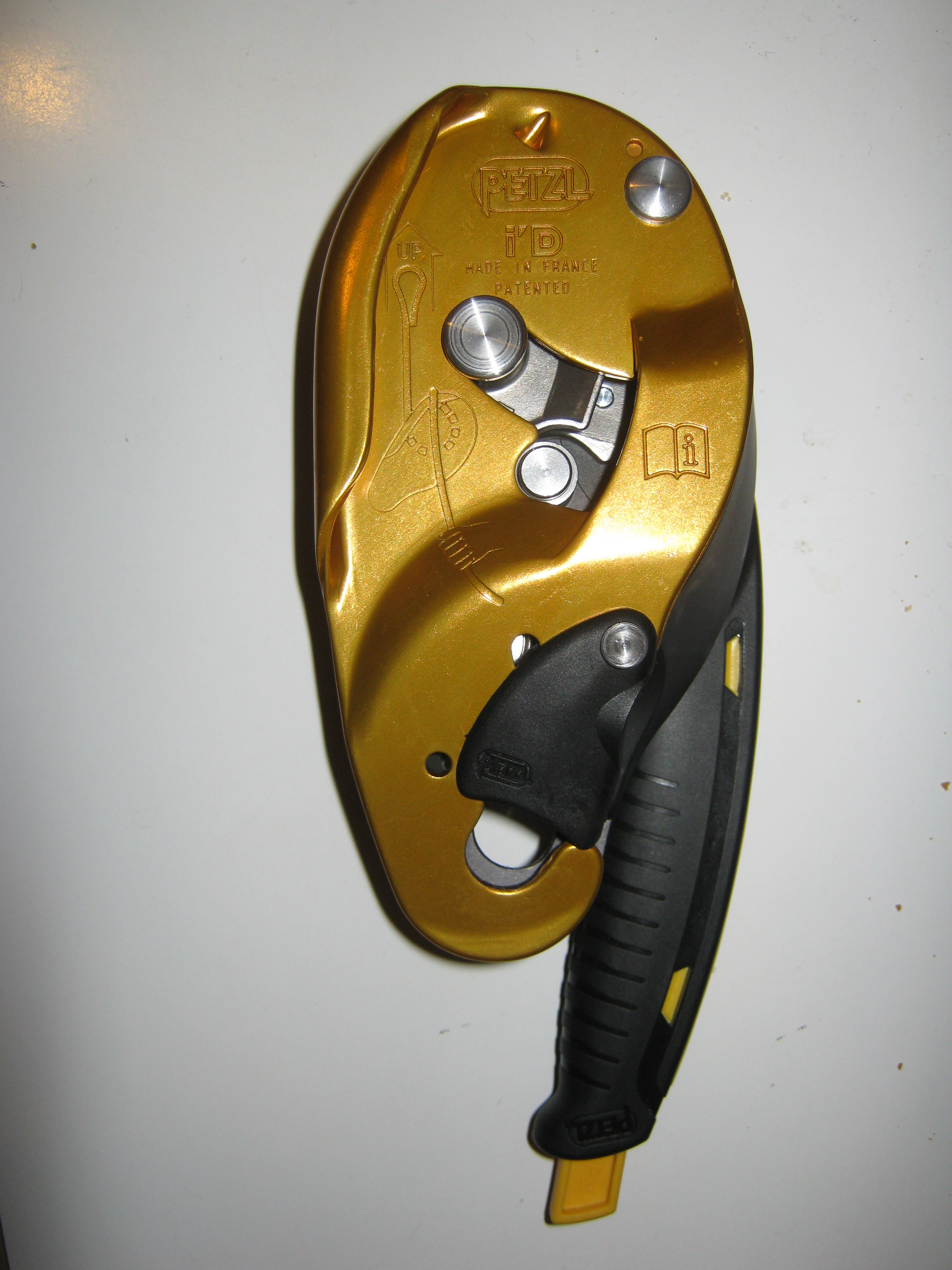

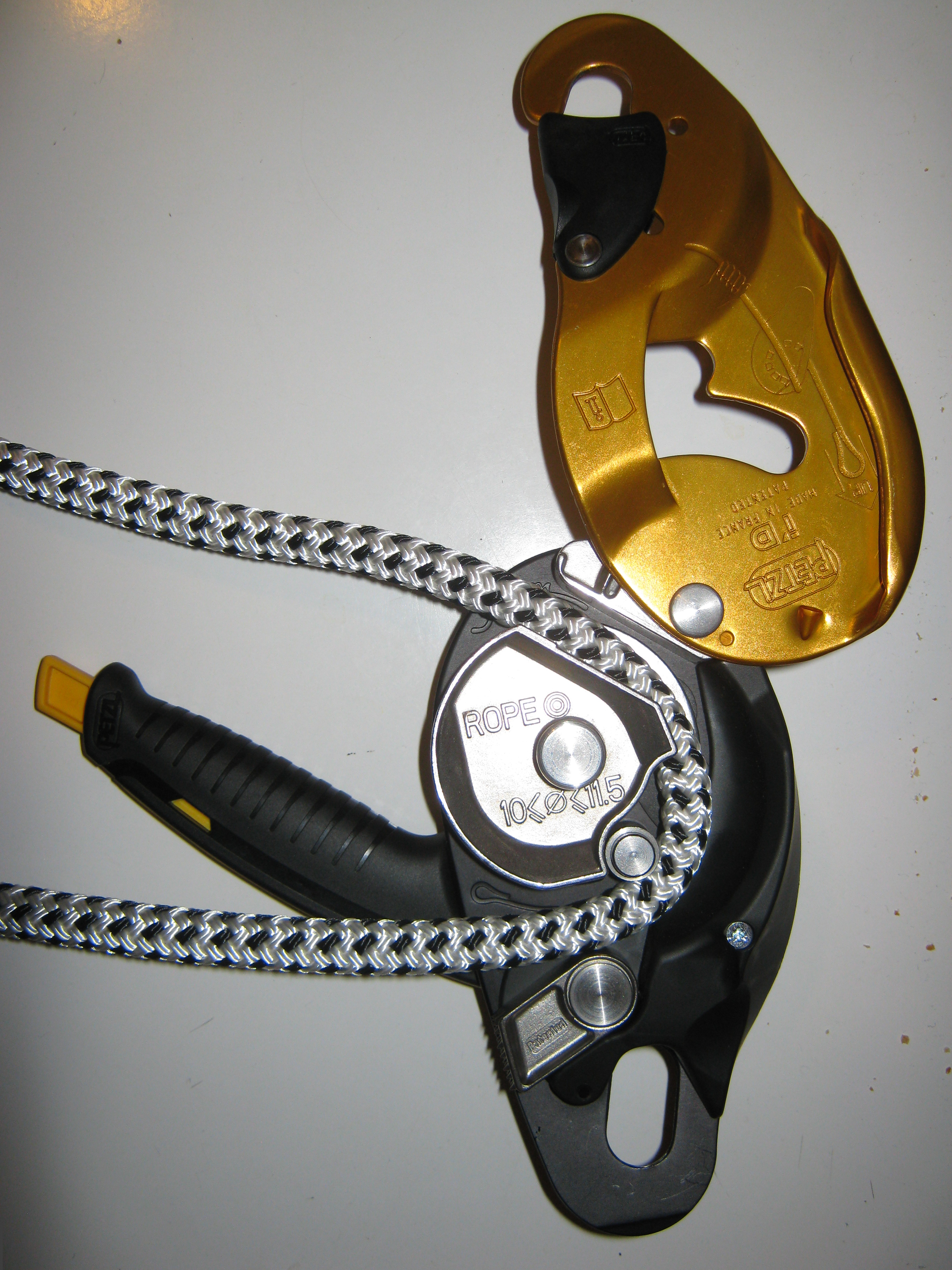
Вигляд всередині

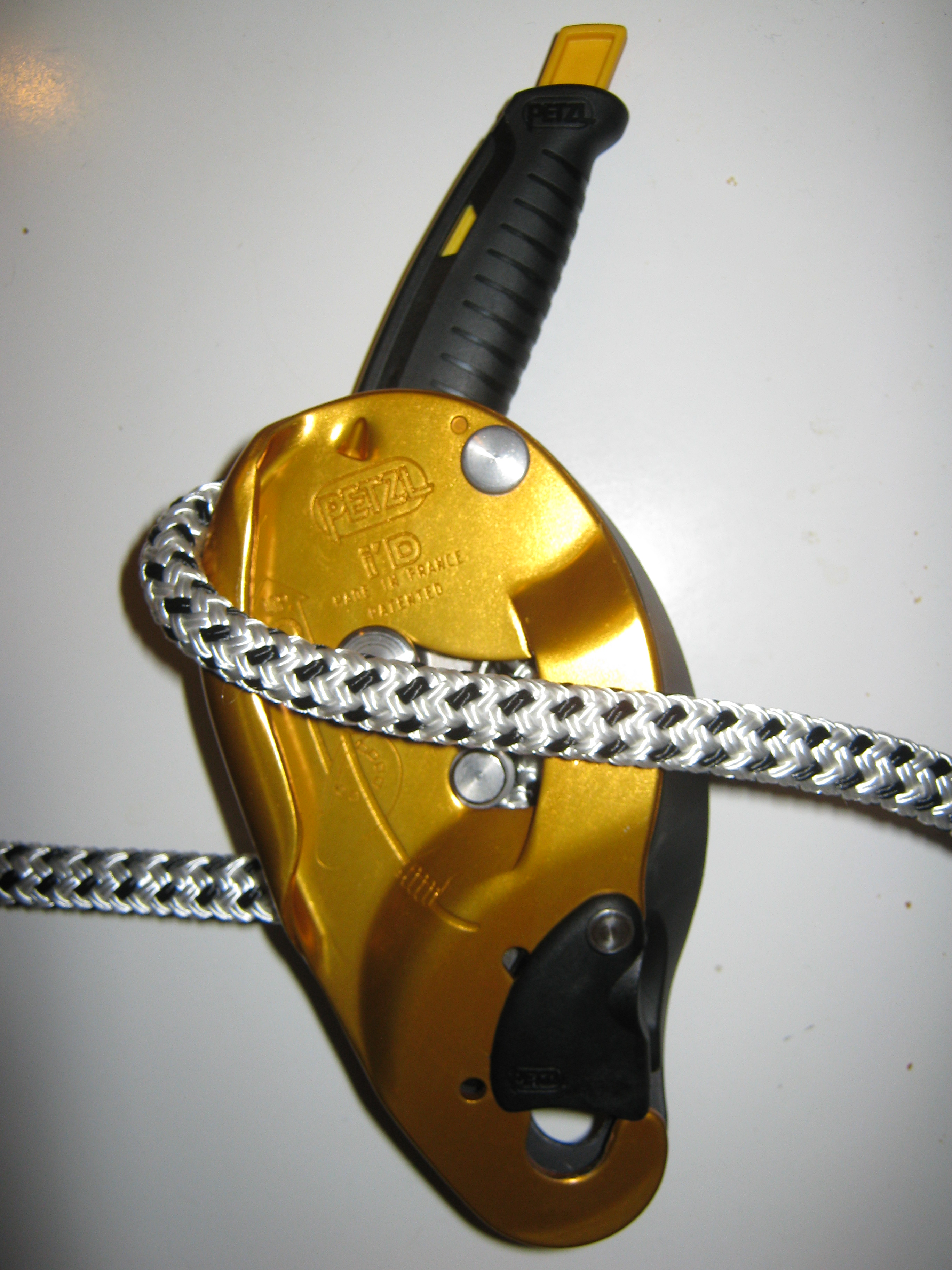

I’D (ай-ді) - різновид страховочних спускових пристроїв, розроблених фірмою Petzl. Є подальшим розвитком грі-грі, також забезпеченим ексцентриком, має захист від неправильної заправки мотузки, проте застосовується в основному в промисловому альпінізмі і призначене для роботи з мотузками діаметром 10-13 мм. Маса пристрою - близько 530 грамів  Управління швидкістю спуску здійснюється за допомогою рукоятки.
Значною відмінністю від «грі-грі» є функція «анти-панік»: в разі надмірного натискання на рукоятку управління спуском, якщо швидкість спуску перевищує 1,5 м/с, пристрій блокується і спуск припиняється. Існує різновид I’D з кнопкою, вбудованою в рукоятку, яка дозволяє регулювати швидкість спуску: при спуску кнопка підтискується великим пальцем, і при збільшенні швидкості відповідна реакція кнопки зростає. За величиною її реакції можна судити про швидкість спуску і зберігати її максимальне значення без ризику блокування пристрою.